# Simona Peycheva

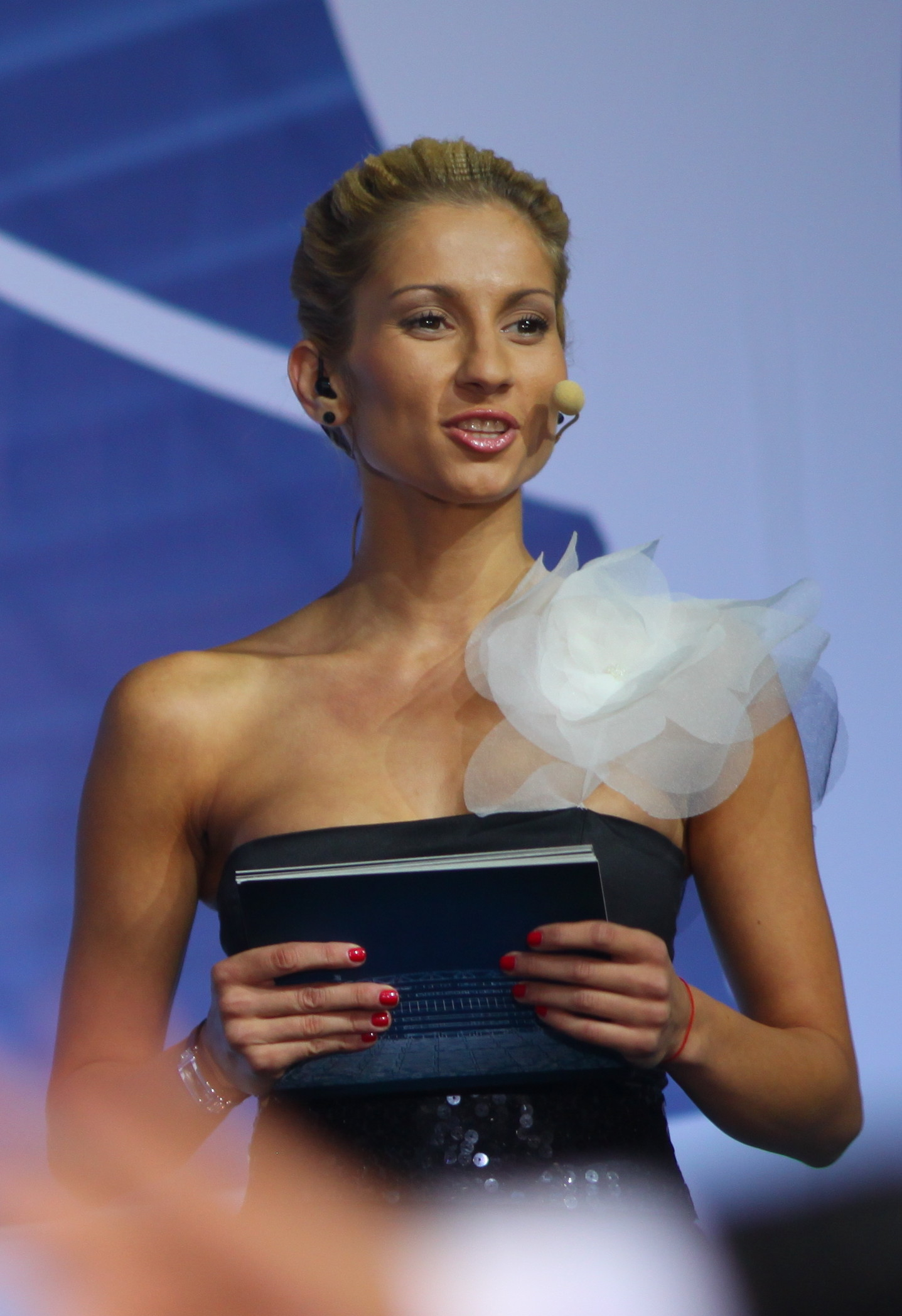

Simona Peycheva (en búlgaro, Симона Пейчева) es una ex gimnasta búlgara nacida en Sofía el 14 de mayo de 1985. 

## Trayectoria
Su trayectoria en campeonatos internacionales ha sido amplia. El campeonato de Europa de 2001 de Ginebra fue su primera gran competición, donde se clasificó para las cuatro finales por aparatos y finalizó cuarta en la final de cuerda, sexta en las de mazas y aro y octava en la de pelota. Pocos meses después, en el campeonato del mundo de 2001 de Madrid, obtuvo sus principales éxitos, tras la descalificación por dopaje de Alina Kabaeva y de Irina Tchachina, ya que obtuvo la medalla de oro en las finales de aro, mazas y pelota; la medalla de plata en el concurso general y en la final de cuerda y la de bronce por equipos. 
En el campeonato de Europa de 2002 de Granada obtuvo la medalla de bronce por equipos y fue cuarta en el concurso completo. En el campeonato europeo de 2003 de Riesa fue medalla de bronce en mazas, cuarta en pelota y aro y quinta en cinta. 
En 2005 participó en el campeonato de Europa de Moscú donde fue cuarta en pelota, mazas y por equipos, quinta en cinta y sexta en cuerda, mientras en el campeonato del mundo de ese mismo año de Bakú fue sexta tanto en el concurso completo como en las finales de mazas y cuerda, séptima en la de pelota y octava en la de mazas. 
En 2006 fue séptima en el concurso completo del campeonato de Europa que se celebró también en Moscú. 
En el campeonato de Europa de 2007 de Bakú fue cuarta en la final de aro, sexta en la de cinta y séptima en la de mazas mientras en el campeonato del mundo de ese mismo año celebrado en Patras fue cuarta por equipos, décima en el concurso completo individual, quinta en la final de aro y sexta en la de cuerda. 
Participó también en el campeonato de Europa de Turín de 2008 donde quedó séptima en el concurso completo.
Ha concurrido también en otras muchas competiciones internacionales como en la Copa del Mundo de Gimnasia Rítmica y en el Grand Prix. 
Con respecto su participación olímpica, compitió en los juegos de Atenas 2004, donde obtuvo el sexto lugar en el concurso general y en los de Pekín 2008 fue décima.
Tras su retirada de la competición, participó en el programa de televisión VIP Dance, en el año 2009. En 2013, cinco años después de haberse retirado, volvió a entrenarse y quiso regresar a la competición de élite de la gimnasia rítmica, sin embargo no fue seleccionada para el equipo búlgaro por la federación de su país.